# Felix Freudenberger
Felix Freudenberger (* 8. August 1874 in Heidingsfeld; † 15. Dezember 1927 in Schönberg oder Schömberg im Schwarzwald) war ein deutscher Buchhändler, Politiker (SPD) und Kommunalpolitiker (Landtagsabgeordneter und ehrenamtlicher Bürgermeister) in Würzburg. Er gehörte zudem dem Arbeiter- und Soldatenrat in Würzburg an.

## Leben

### Herkunft und Beruf
Felix Freudenberger wuchs in kleinen Verhältnissen als eines von elf Kindern eines Lehrers in der damals noch selbständigen (1930 eingemeindeten) Stadt Heidingsfeld bei Würzburg. Nach dem Besuch der Realschule in Fürth absolvierte er dort eine Lehre als Buchhandelsgehilfe. Seine anschließenden Wanderjahre führten ihn unter anderem nach Frankfurt am Main und Witten. 1899 eröffnete er in Würzburg im Haus Augustinerstraße 4 eine kleine Buch- und Schreibwarenhandlung, die später von seiner Frau fortgeführt wurde.

### SPD-Politiker und Pazifist
1895 trat Freudenberger der SPD bei, für die er als Parteiredner auftrat und im Fränkischen Volksfreund schrieb. Zudem war er seit 1914 Mitglied des SPD-Landesvorstands im Königreich Bayern.
Die SPD stellte ihn 1907 bei den Wahlen zur Abgeordnetenkammer als Kandidaten auf. Nach der Novemberrevolution 1918 war seine Kandidatur für den Bayerischen Landtag im Januar 1919 erfolgreich.
Seit 1908 war Freudenberger SPD-Vertreter und erstes jüdisches Mitglied der Sozialdemokratie im Würzburger Gemeindekollegium, ab 1912 auch als in die zweite Kammer des Stadtrats gewählter Gemeindebevollmächtigter, nach 1919 wurde er Vorsitzender der SPD-Gemeinderatsfraktion. Außerdem wurde er Abgeordneter im unterfränkischen Kreistag.
Nach Ausbruch des Ersten Weltkriegs blieb Freudenberger innerhalb der Sozialdemokratie auch angesichts der Kriegsbegeisterung ein Pazifist. Vom Antikriegsbuch Der Mensch ist gut von Leonhard Frank wurden in seiner Buchhandlung 300 Exemplare beschlagnahmt. Auf dem SPD-Reichsparteitag, der 1917 in Würzburg stattfand, hielt er eine pazifistische Begrüßungsrede. Gleichwohl wurde ein Antrag der Kriegsgegner in der Partei mit 26 zu 257 Stimmen abgelehnt. Einen Übertritt zur neu gegründeten USPD lehnte Freudenberger im Unterschied zu Curt Geyer, der sich zwischen 1915 und 1917 als Redakteur bei ihm in Würzburg aufhielt, allerdings ab.
Felix Freudenberger wurde aus der SPD heraus einer der Anführer eines Arbeiter- und Soldatenrats, der im November 1918 auch in Würzburg gebildet wurde und am 9. November für kurze Zeit die Macht in Würzburg übernommen hatte. Freudenberger war zudem Delegierter beim Reichsrätekongress im Dezember 1918 in Berlin. Freudenbergers Einfluss sorgte dafür, dass die Räterevolution im April 1919 in Würzburg weitgehend friedlich verlief. Er selbst wurde von den Revolutionären kurzzeitig als Geisel festgesetzt. Nach der Niederschlagung der Räterepublik in Würzburg mobilisierte Freudenberger gegenrevolutionäre Freikorpskämpfer.
Gegen den antisemitisch gemünzten Widerstand der bürgerlichen Parteien wurde Freudenberger für die Legislaturperiode 1919–1924 zum (ehrenamtlichen) Vierten Bürgermeister für Schule und Kultur in Würzburg gewählt. Freudenberger wurde Mitglied im Aufsichtsrat der Würzburger Straßenbahnen und der Kreis-Elektrizitätsversorgung Unterfranken. Er wurde, wie schon im Kaiserreich, als Sozialdemokrat weiterhin von der bayerischen Staatspolizei rigoros bespitzelt und überwacht. Beim Würzburger „Barmat-Skandal“ wurde er 1925 zur Zielscheibe der rechtsradikalen Hetze, ohne dass man ihn gerichtlich belangen konnte.
Freudenberger blieb bis zu seinem Tod Mitglied des Landtags. Er starb während eines Sanatoriumsaufenthalts im Schwarzwald in Schönberg oder Schömberg. Bei seiner Beerdigung auf dem Jüdischen Friedhof in Würzburg sprachen die SPD-Politiker Hermann Müller und Hans Vogel.

### Familie, Nachleben und Gedenken

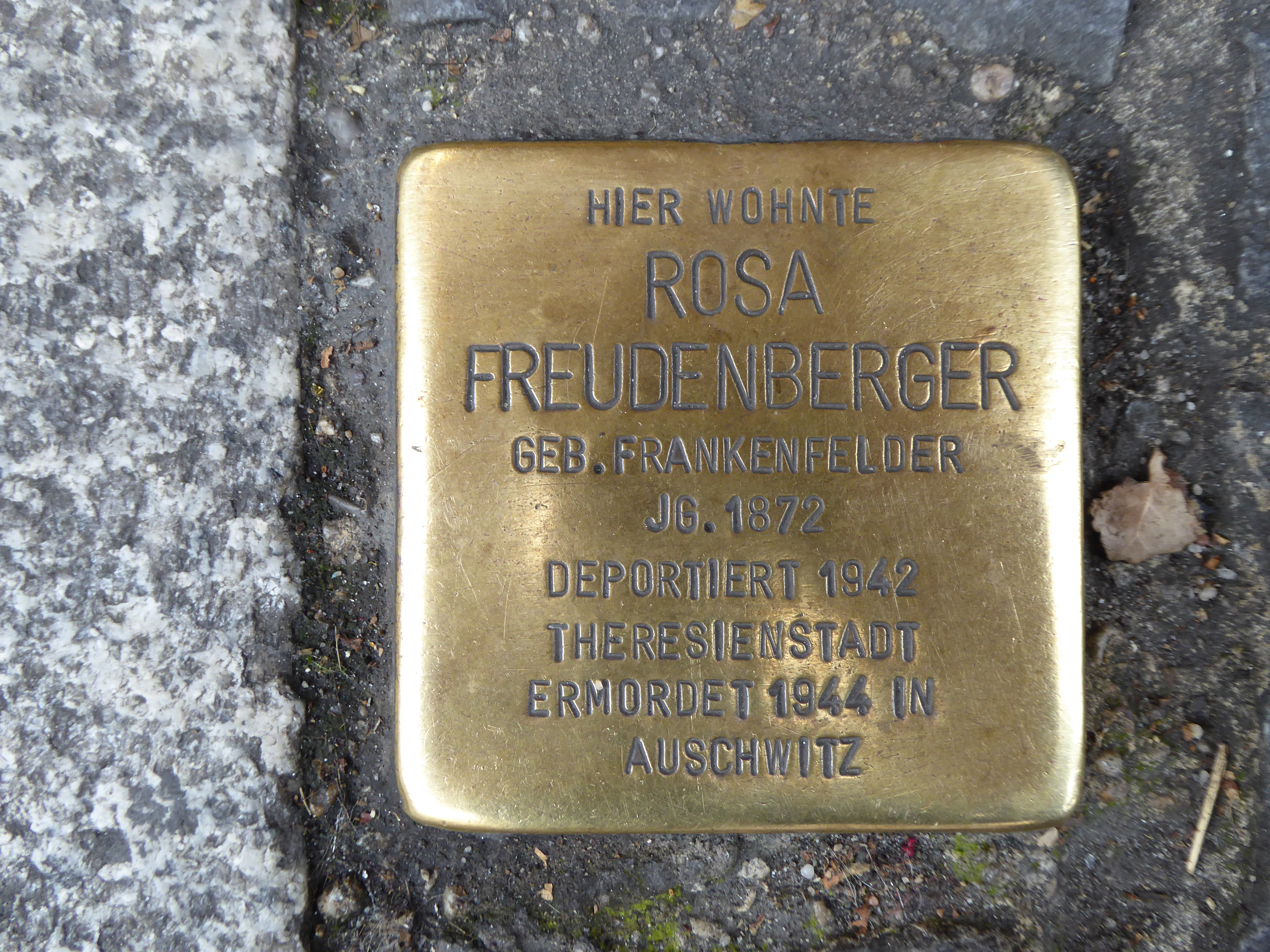
Stolperstein für Rosa Freudenberger, vor dem Haus Augustinerstraße 4 in Würzburg

Felix Freudenberger war seit etwa 1900 mit Rosa Frankenfelder verheiratet, der 1872 geborenen Tochter eines Metzgers. Nach seinem Tod 1927 führte seine Witwe das Buchgeschäft bis Ende der 1930er Jahre weiter. Sie war wie ihr Mann jüdischer Abstammung und wurde in der Zeit des Nationalsozialismus von den Nationalsozialisten verfolgt und letztlich ermordet: Rosa Freudenberger wurde am 23. September 1942 in das Ghetto Theresienstadt und von dort im Mai 1944 in das KZ Auschwitz deportiert, wo sie im Oktober 1944 vergast wurde. Die 1901 geborene Tochter Sophie konnte nach Großbritannien entkommen.
Zum Gedenken an Felix Freudenberger wurde im Jahr 2008 der Felix-Freudenberger-Platz am Oberen Mainkai in Würzburg nach ihm benannt.
Am 26. Januar 2010 wurde zum Gedenken an Rosa Freudenberger ein Stolperstein des Künstlers Gunter Demnig vor dem früheren Wohnhaus und Sitz der Buchhandlung des Ehepaars, Augustinerstraße 4 in Würzburg, verlegt.